# Incantatie (stijlfiguur)
Een incantatie is een raadselachtige literaire tekst en valt onder de stijlfiguren.
- ozewiezewoze[1]
- opir die zijn volk vergeten
na drie schreden wijn
na twee schreden wijn
die zijn schatten in de zeebuik borg[2]
- Dondoerje kama peelstie viere
O poteblaf kon janka spiere
O dondrojaga herejee!
(Hector is dood)[3]